# Fremont (Kalifornia)
Fremont város az USA Kalifornia államában, Alameda megyében. Lakosainak száma 230 504 fő (2020. április 1.).

## Népesség
A település népességének változása:
| Lakosok száma | 43 790 | 100 869 | 131 945 | 173 339 | 203 413 | 214 089 | 230 504 |
|               | 1960   | 1970    | 1980    | 1990    | 2000    | 2010    | 2020    |

## Legnagyobb munkaadók
Itt található a Tesla fremonti gyára, mely a település legnagyobb munkaadója.
2013-ban a legnagyobb munkaadók az alábbiak voltak:
| #  | Munkaadó                                     | Munkavállalók száma |
| -- | -------------------------------------------- | ------------------- |
| 1  | Tesla, Inc.                                  | 10 000 (2017)       |
| 2  | Fremont Unified School District              | 3000                |
| 3  | Washington Hospital                          | 1817                |
| 4  | Lam Research Corporation                     | 1500                |
| 5  | Western Digital                              | 1300                |
| 6  | Boston Scientific / Target Therapeutics, Inc | 1200                |
| 7  | Seagate Magnetics                            | 1050                |
| 8  | AXT Incorporated                             | 972                 |
| 9  | Kaiser Permanente                            | 880                 |
| 10 | City of Fremont                              | 832                 |